# Макрасика
Макра̀сика (на гръцки: Μακράσυκα; на турски: İncirli) е село в Кипър, окръг Фамагуста. Според статистическата служба на Северен Кипър през 2011 г. селото има 384 жители.
Де факто е под контрола на непризнатата Севернокипърска турска република.